# Ixora filipendula
Ixora filipendula är en måreväxtart som beskrevs av Cornelis Eliza Bertus Bremekamp. Ixora filipendula ingår i släktet Ixora och familjen måreväxter. Inga underarter finns listade i Catalogue of Life.